# Nannostomus
Nannostomus – rodzaj ryb kąsaczokształtnych z rodziny smukleniowatych (Lebiasinidae). Wcześniej zaliczany był do kąsaczowatych. W literaturze najczęściej określane są nazwą drobnoustki.

## Występowanie
Występują w wolno płynących, bogatych w roślinność wodach dorzecza Amazonki. 

## Charakterystyka
Charakteryzują się ciemnym, zwykle brązowobrunatnym ubarwieniem z podłużnymi żółtymi pasami i czerwonymi plamkami. Ubarwienie zmienia się w ciągu doby. Niektóre pływają w pozycji ukośnej, inne w poziomej. Młode Nannostomus harrisoni pływają skośnie, a dojrzałe poziomo.
Niektóre gatunki są hodowane w akwariach, m.in. drobnoustek Beckforda, drobnoustek obrzeżony i drobnoustek trójpręgi.

## Klasyfikacja
Gatunki zaliczane do tego rodzaju:
- Nannostomus anduzei
- Nannostomus beckfordi – drobnoustek Beckforda[4], drobnoustek ozdobny[4]
- Nannostomus bifasciatus – drobnoustek dwupręgi[4], drobnoustek skośnopławek[5]
- Nannostomus britskii
- Nannostomus digrammus
- Nannostomus eques – ukośnik ozdobny[4]
- Nannostomus espei – drobnoustek pasiasty[6]
- Nannostomus grandis
- Nannostomus harrisoni – ukośnik złotopręgi[7], drobnoustek Harrisona[8]
- Nannostomus limatus
- Nannostomus marginatus – drobnoustek obrzeżony[4]
- Nannostomus marilynae
- Nannostomus minimus
- Nannostomus mortenthaleri
- Nannostomus nitidus
- Nannostomus rubrocaudatus
- Nannostomus trifasciatus – drobnoustek trójpręgi[4]
- Nannostomus unifasciatus – ukośnik jednopręgi[4], ukośnik gujański[9]

Gatunkiem typowym jest Nannostomus beckfordi.

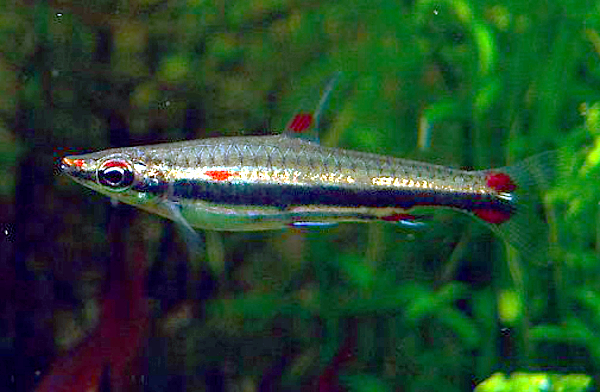
Nannostomus harrisoni
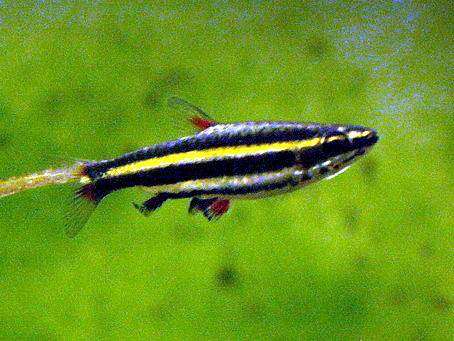
Nannostomus marginatus
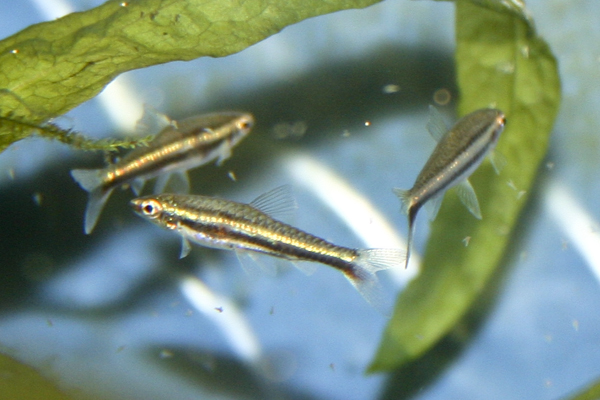
Nannostomus minimus
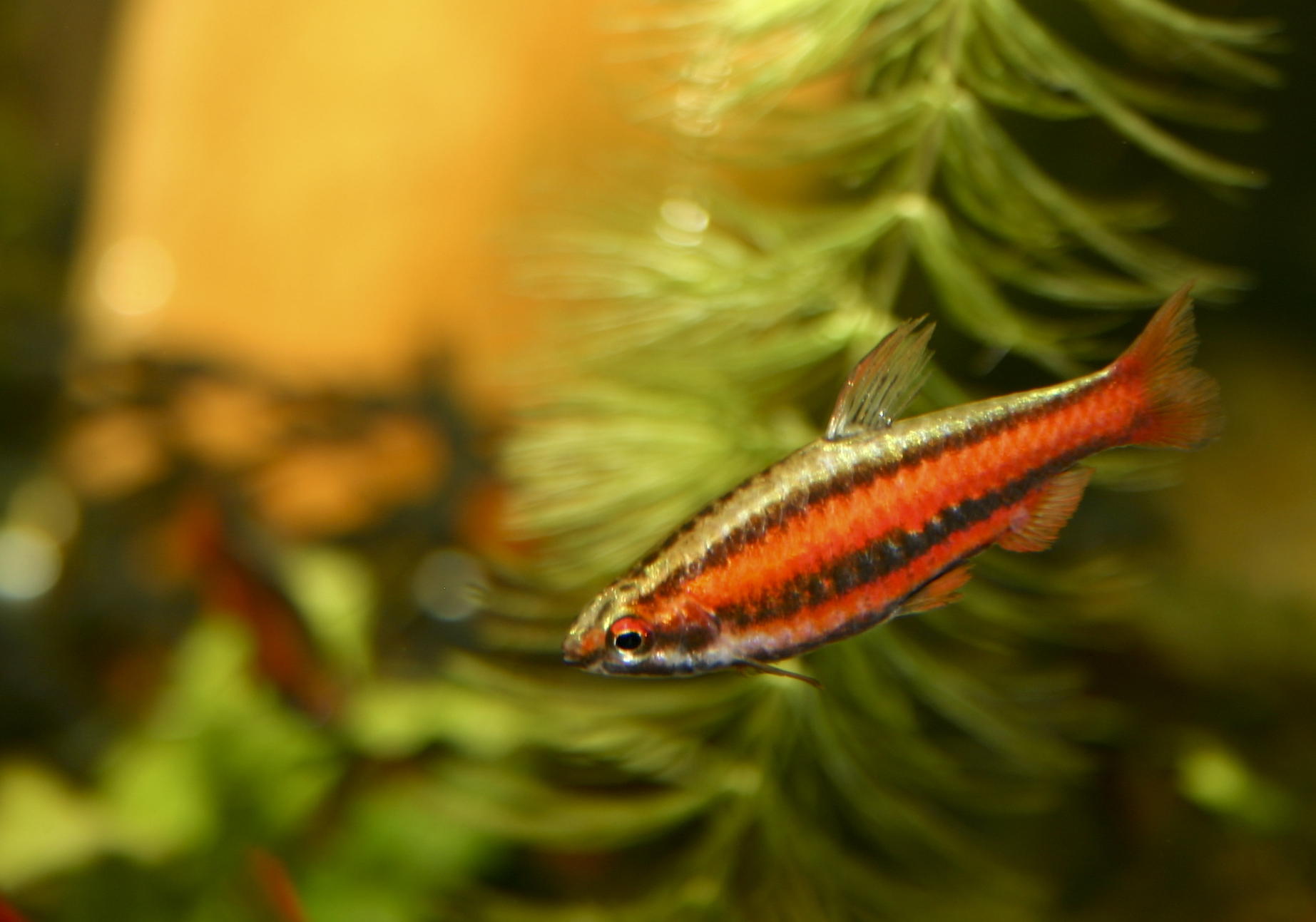
Nannostomus mortenthaleri
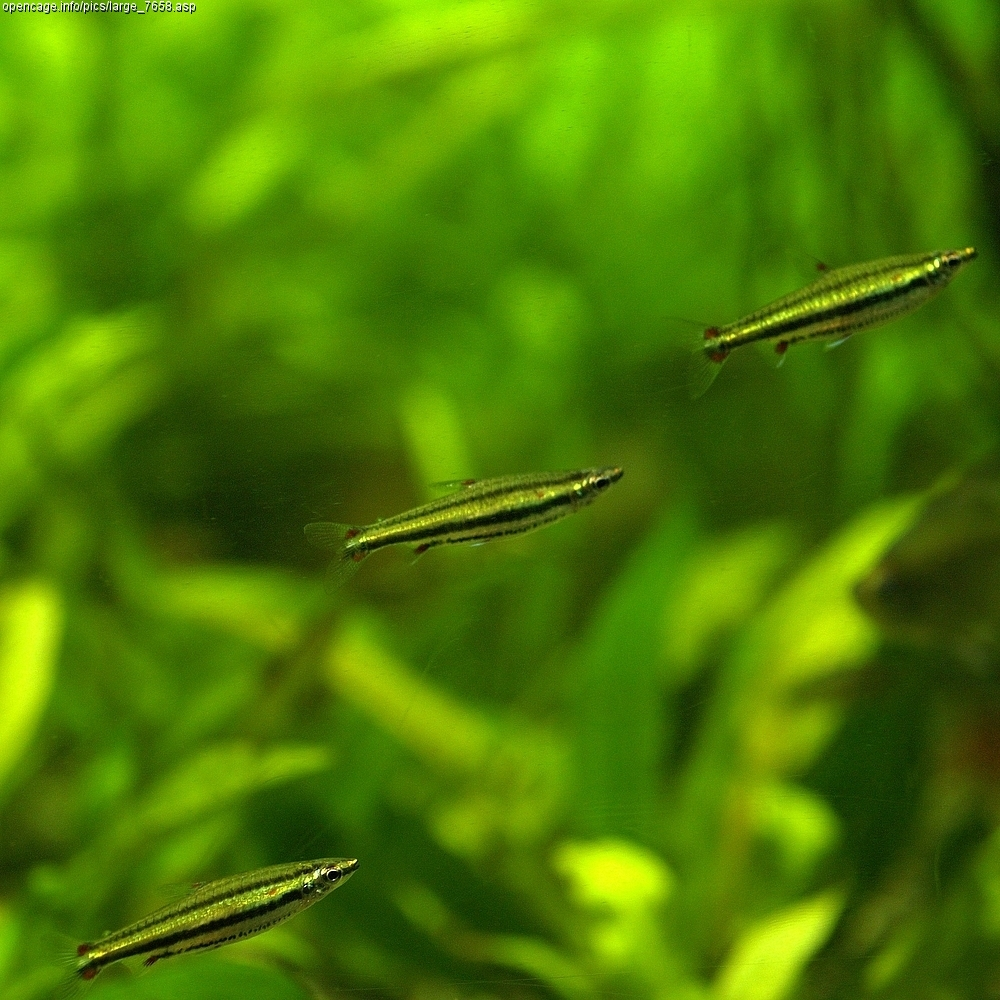
Nannostomus trifasciatus